# Коцур, Надежда Ивановна
Коцур Надежда Ивановна —  заслуженный работник образования Украины, учёный в области истории науки и техники, истории медицины, доктор исторических наук, профессор, академик Международной академии безопасности жизнедеятельности и Международной академии культуры безопасности, экологии и здоровья. Заместитель председателя научного совета European association for security (Польша, Краков). Отличник образования Украины.
Заведующий кафедрой медико-биологических дисциплин и валеологии Университета Григория Сковороды в Переяславе (с 2012 г. до настоящего времени).

## Биография
Родилась 10 августа 1959 г. в Сумской области. В 1976 г. окончила с золотой медалью среднюю школу и стала студенткой Днепропетровского медицинского института, который окончила в 1982 г. В научной работе принимала участие ещё со студенческой скамьи. Под руководством известных учёных в области гигиены – докторов медицинских наук, профессоров Н.М. Паранько и Е.М. Белицкой проводила экспериментальные исследования в лабораториях института, выступала с докладами на студенческих научных конференциях.
С 1982 по 1985 гг. работала врачом-эпидемиологом в Сумской области (п.г.т. Великая Писаревка и г. Ромны). В этот период принимала активное участие в ликвидации наиболее распространённого в Украине эпидемического очага описторхоза. Проводила научно-исследовательскую работу по установлению эпидемической цепи распространения инфекционных заболеваний в данном регионе, имеет ряд публикаций по указанной проблеме.
1985 - 1987 гг. - врач-эпидемиолог Минского района г. Киева. Научные и практические интересы в этот период сосредоточивает на вопросах иммунопрофилактики детского населения.
С 1987 г. по настоящее время работает в Университете Григория Сковороды в Переяславе на разных должностях: преподавателя, старшего преподавателя, доцента, профессора.
Н.И. Коцур разработала и преподаёт ряд фундаментальных дисциплин естественнонаучного цикла для студентов разных специальностей: «Анатомия и физиология ребёнка с основами генетики», «Возрастная физиология», «Школьная гигиена», «Валеология», «Педиатрия», «Психогигиена». Для заочной и дистанционной форм обучения разработала пакет учебно-методического сопровождения и электронные варианты учебных пособий. Для оценивания контроля знаний студентов по указанным дисциплинам подготовила свыше 3000 тестовых заданий.
В 1997 г. в Киевском университете имени Тараса Шевченко защитила кандидатскую диссертацию по проблемам истории развития здравоохранения в Украине периода НЭПа (1921-1929 гг.). В 1998 г. Надежде Ивановне Коцур присвоено научное звание доцента, а в 2006 г. – профессора кафедры валеологии, анатомии и физиологии.
С 1999 г. Н.И. Коцур является заместителем председателя научного совета и членом учебно-методического совета университета, а с 2015 г. – председатель научного совета университета.

## Научная работа
Параллельно с учебной и методической работой Н.И. Коцур активно проводит научную работу. В её научном наследии более 350 научных и учебно-методических трудов, в том числе 8 монографий и около 30 учебных, учебно-методических пособий и учебников («Основы педиатрии и детской гигиены» (2004 г. – 1-е изд.; 2008 г. – 2-е изд.), «Психогигиена» (2005 г. – 1-е изд, 2006 г. – 2-е изд.), «Валеология» (2009; 2011), «Школьная гигиена» (2010), «Анатомия и физиология детского организма. Валеология. Основы медицинских знаний. Школьная гигиена» (2014), «Основы безопасности жизнедеятельности и охраны здоровья детей в дошкольных учреждениях (2016), «Основы здоровья учеников основной школы» (2016), Основы безопасности жизнедеятельности в общеобразовательных учебных заведениях» (2016), «Безопасность жизнедеятельности» (2016), «PODSTAWY BEZPIECZENSTWA ZYCIA I OCHRONY ZDROWIA DZIECI W PLACOWCE WYCHOWANIA PRZEDSZKOLNEGO UKRAINY: PODRECZNIK NAUKOWO-METODYCZNY» (EAC. KRAKOW, 2016), «Гигиена» (2017) и др. Надежда Ивановна – автор более 20 зарубежных публикаций.
С 1999 г. до настоящего времени работает над выполнением госбюджетных научных проектов, утверждённых Министерством образования и науки Украины на должности старшего и ведущего научного специалиста.
В 1999 – 2003 гг. – старший научный специалист научного проекта «Теория и практика формирования здорового образа жизни в учебно-воспитательных заведениях», который осуществлялся в рамках международного проекта «Европейская сеть школ содействия здоровью в Украине» и отмечен на конкурсе, который проходил под эгидой представительства ООН в Украине и научно-методического Центра превентивного воспитания АПН Украины.
С 2005 г. – действительный член (академик) Международной Академии Безопасности Жизнедеятельности, а с 2009 г. – член Европейской Ассоциации наук по Безопасности (Польша, Краков). В рамках международного сотрудничества проводятся совместные конференции, осуществляется консультационная деятельность, обучение, организация встреч и дискуссий, обмен информацией и т. п. По инициативе профессора Н.И. Коцур в течение 2010 – 2017 гг. были организованы и проведены 7 международных научно-практических конференций по теме «Безопасность жизнедеятельности и охрана здоровья детей и молодежи в XXI веке: современное состояние, проблемы и перспективы» в соответствии с планом научных мероприятий Министерства образования и науки Украины при участии соорганизаторов – European association for security.
В 2007–2008 гг. – ведущий научный специалист научно-исследовательской тематики «Организационная структура и критерии оценивания уровня сформированности спортивного стиля жизни подрастающего поколения ((№ 0107U002974. Приказ МОН Украины № 732 от 27.10.2006 г.).
С 2009 г. профессор Н.И. Коцур – член четырёх специализированных учёных советов по защите докторских и кандидатских диссертаций по специальности «история науки и техники», «история Украины», «теория и методика профессионального образования», «история педагогики» в Национальном техническом университете «ХПИ», ГВУЗе «Переяслав-Хмельницкий государственный педагогический университет имени Григория Сковороды» и Национальной научной сельскохозяйственной библиотеке НААН Украины. Н.И. Коцур входит в состав редакционной коллегии научных сборников: «Гуманитарный вестник», «Переяславская летопись», «История науки и биографистика» и других сборников университета, а также осуществляет рецензирование научных публикаций: учебников, учебных и учебно-методических пособий, монографий, словарей, статей.
В 2009-2010 гг. – ведущий научный специалист научно-исследовательской тематики «Педагогические технологии формирования спортивного стиля жизни детей, подростков и молодежи в процессе занятий физической культурой и спортом (№ 0109U002639. Приказ МОН Украины № 1043 от 17.11.2008 г.).
Научные достижения Н.И. Коцур заслуженно оценены. В частности, в 2010 г. во Всеукраинском конкурсе «Лучшая работа по безопасности жизнедеятельности и основ здоровья за 2010 г.» учебные пособия «Валеология» и «Школьная гигиена» признаны одними из лучших и награждены дипломами победителей.
С 2011 г. профессор Н.И. Коцур возглавляет научную школу «Социальные аспекты развития отечественной науки и техники во второй половине ХІХ - XXI века», которая обеспечивает междисциплинарную связь в области истории науки и техники, истории медицины, истории биологических наук (физиологии, анатомии, гистологии, ботаники, зоологии и др.), истории педагогики, истории психологии, биографистики, регионалистики, интеллектуальной истории, истории Украины и др. Одной из приоритетных задач научной школы является выяснение роли и значения социальных аспектов развития отечественной науки и техники во второй половине XIX–XX вв. и определение самых ценных её приобретений для современного возрождения украинской нации и государства.
В 2012 г. Н.И. Коцур защитила докторскую диссертацию на тему: «Становление и развитие гигиенической науки в Украине (вторая половина XIX – 20-е гг. XX века) по специальности «История науки и техники», в которой освещаются социально-экономические предпосылки и основные этапы формирования отечественной гигиенической науки, работа земских врачей в области профессиональной гигиены, раскрывается санитарно-противоэпидемическая деятельность научных медицинских обществ и становление гигиенической науки в университетах и академических учреждениях на территории Украины. Результаты диссертационного исследования с более глубоким освещением указанной проблемы освещены в монографии. Они имеют не только теоретическое, но и практическое значение для преподавания таких дисциплин как «Школьная гигиена», «Психогигиена», «Валеология», «Педиатрия».
С 2012 г. Н.И. Коцур является руководителем кафедральной инициативной научно-исследовательской темы «Формирование здорового образа жизни у учащейся и студенческой молодежи: медико-биологические и психолого-педагогические аспекты», которая внесена в государственный реестр Украинского ИНТЕ (№ 112 U 005313).
В 2013-2014 гг. – ведущий научный специалист научного проекта на тему: «Организационно-методические основы формирования спортивного стиля жизни детей, подростков и молодежи Украины с целью комплексного развития личности».
С 2014 г. профессор Н.И. Коцур принимает активное участие в Международном проекте «EcoBRU» (Ecologial Educacion for Belarus, Russia fnd Ukraine), который проходит в рамках IV программы Европейской комиссии  ЕМПУС. В рамках проекта «EcoBRU» на базе Латвийского университета (г. Рига) в период с 21 по 26 февраля 2016 г. проходила стажировку по программе «Экологизация образования: разработка и внедрение программ». Важное место в научной работе профессора Н.И. Коцур занимает участие в Международных и всеукраинских научных конференциях, симпозиумах по разноаспектным проблемам развития образования и науки, в частности, истории науки и техники, безопасности жизнедеятельности, охраны здоровья, валеологии, психогигиены, возрастной психологии и т. д. Принимала активное участие в Международных конференциях за рубежом, в частности, выступала с докладами в Польше (г. Жешув, 2001 г.; г. Краков, 2010 г.; г. Вроцлав, 2012; н. Августово, 2014 г.; м. Даброво Гурнича, 2016 г.), Франции (г. Париж, 2003 г.), Германии (г. Берлин, 2008), Швейцарии (г. Женева, 2009 г.), России (г. Санкт-Петербург, 2005 г.); (Словакии, 2013 г.).
С 2015 г. Н.И. Коцур возглавляет госбюджетную научно-исследовательскую тему: «Безопасность жизнедеятельности и охрана здоровья детей и молодежи: психолого-педагогические и медицинские аспекты» (номер государственной регистрации НИР 0115U002439), которая направлена на выяснение теоретико-методологических основ безопасности жизнедеятельности и охраны здоровья и их практического применения в системе непрерывного образования с учётом научных достижений отечественных и зарубежных учёных.
Н.И. Коцур осуществляет руководство аспирантами и соискателями. Под её руководством защищено 17 кандидатских диссертаций, среди которых 14 по специальности «история науки и техники». 6 кандидатских диссертаций защищено преподавателями кафедры (Л.П. Товкун, Н.И. Годун, О.М. Мыздренко, Ю.Л. Козубенко, О.А. Палиенко, К.С. Варивода, Н.А. Буц). За период руководства профессором Н.И. Коцур кафедрой значительно возрос качественный показатель профессорско-преподавательского состава с учёными степенями и званиями, который составляет на сегодня 90 %. В настоящее время Н.И. Коцур осуществляет руководство 5 аспирантами и консультирование 2 докторантов.
Значительное внимание Н.И. Коцур уделяет научной-исследовательской работе студентов, в частности, осуществляет руководство дипломными работами бакалавров, специалистов и магистров. Под её руководством студенты естественно-технологического факультета ежегодно принимают участие во всеукраинских и международных научно-практических конференциях и конкурсах научных работ по медико-психологическим и педагогическим вопросам здорового образа жизни молодежи. В частности, под руководством профессора Н.И. Коцур научные работы студентов занимали призовые места на ІІ этапе Всеукраинского конкурса студенческих научных работ.
Современный круг научных интересов Н.И. Коцур – становление и развитие естественных и медицинских наук в Украине в XIX–XXI вв.; медико-биологические и психолого-педагогические аспекты формирования здорового образа жизни у учащейся и студенческой молодежи; безопасность жизнедеятельности и охрана здоровья детей и подростков.

## Награды
- 1999 - Нагрудный знак МОН Украины «Отличник образования»;
- 2001 - памятная медаль в честь 15-летия Переяслав-Хмельницкого государственного педагогического института имени Григория Сковороды (за достижения в научной и учебно-воспитательной работе);
- 2007 - нагрудный знак Министерства образования и науки Украины «За научные достижения»;
- 2009 - медаль Г.С. Сковороды;
- 2014 - медаль Н.И. Сикорского;
- 2016 - памятная медаль в честь 30-летия Переяслав-Хмельницкого педагогического института имени Григория Сковороды (за достижения в научной и учебно-воспитательной работе);
- 2016 - грамота Верховной Рады Украины (за весомый вклад в развитие отечественной науки и образования);
- 2016 - юбилейная медаль «100 лет Национальной научной сельскохозяйственной библиотеки НААН»;
- 2017 - Орден святой великомученицы Варвары (за заслуги по возрождению духовности в Украине);
- 2017 - Присвоено звание «Заслуженный работник образования».

За активную и добросовестную работу и весомый вклад в развитие научно-исследовательской работы университета Н.И. Коцур неоднократно награждалась государственными наградами, грамотами, дипломами и благодарностями университета, Киевского областного управления образования, городского совета и районной государственной администрации г. Переяслава, Министерства образования и науки Украины (2009, 2012 гг.), Малой Академии наук (2015 г.).

## Избранные труды
1. Практикум з основ педіатрії і дошкільної гігієни: Навчально-методичний посібник. – К., 1996.  – 64 с.;

2. Практикум з основ валеології та психогігієни: Методичні рекомендації. – Переяслав-Хмельницький, 1996. – 28 с.;

3. Основи валеології: Навчальний посібник. – Київ-Переяслав-Хмельницький, 1997. – 98 с.;

4. Основи психогігієни (курс лекцій): Навчальний посібник. – Київ-Переяслав-Хмельницький, 1998. – 99 с.;

5. Практикум з основ гігієни дітей дошкільного віку: Методичний посібник. – К.: Наукова думка, 1999. – 58 с.;

6. Перша допомога  при станах, загрозливих для здоров’я і життя: Навчальний посібник. – Переяслав-Хмельницький, 2000. -  56 с.;

7. Пізнай себе: Методичний посібник. –  Переяслав-Хмельницький, 2000. – 50 с.;

8. Оцінка морфо-функціонального стану організму дітей і підлітків: Навчально-методичний посібник. – Переяслав-Хмельницький, 2000. – 62 с.;

9. Медичне забезпечення туристських походів: Методичні рекомендації. – Переяслав-Хмельницький, 2002. – 37 с.;

10. Основи педіатрії і гігієни дітей раннього та дошкільного віку: Навчальний посібник. – Чернівці-Переяслав-Хмельницький: Книги - ХХІ.–   2004 . – 576 с.; 

11. Психогігієна: Навчальний посібник. – Чернівці-Переяслав-Хмельницький: Книги - ХХІ. – 2005. – 382 с.;

12. Основи педіатрії і дитячої гігієни: Підручник. – Чернівці: Книги- ХХІ, 2008. -  632 с.;

13. Валеологія: навч.-метод. посібник. - К.: Пан-Тот, 2009. - 286 с.; 

14. Шкільна гігієна: навчально-методичний посібник. – К.: Пан-Тот, 2010.  – 227 с.;

15. Становлення і розвиток гігієнічної науки в Україні: шлях крізь епохи і соціальні потрясіння (друга половина ХІХ – 20-ті рр. ХХ століття): монографія. – Корсунь-Шевченківський, 2011. – 726 с.;

16. Валеологія: підручник. – Корсунь-Шевченк., 2011. – 581 с.;

17. Анатомія та фізіологія дитячого організму. Валеологія. Основи медичних знань. Шкільна гігієна : навч.-метод. посіб. – Переяслав-Хмельницький, ФОП Лукашевич О.М., 2014. – 569 с.;

18. Kotsur N. Psychophysiological peculiarities of six-year-old children development in condition of school adaptation  //Rynek pracy pedagogow. Bariery i perspektywy - Dabrowa Gornicza  (Польща), 2012;

19. Kotsur N. Scientifis and organizational bases of the formation sanitary science in Kharkov university: the second half of the XIX century

20. Технологічна освіта: проблеми, досвід, перспективи. – Вип. 10. – Переяслав-Хм., 2013. – С.239-250;

21. О.В. Корчак-Чепурківський (1857 – 1947): шлях від земського лікаря до академіка УАН –ВУАН – АН УРСР: монографія. - Переяслав-Хмельницький, 2013. – 601 с.;

22. Наукові студії  професора Олександра Григоровича Черняхівського (1869 – 1939: монографія / Н.І. Коцур, В. А. Галах. – Переяслав-Хм.: ФОП Лукашевич О.М., 2014. – 346 с.;

23. Основи безпеки життєдіяльності і охорони здоров’я дітей в дошкільному навчальному закладі: навчально-методичний посібник. – Переяслав-Хмельницький, 2015. – 309 с.

24. Основи здоров’я учнів основної школи [навчально-методичний посібник] Н.І. Коцур, Л.П. Товкун, К.С. Варивода. – Переяслав-Хмельницький, 2016. – 332 с. 

25. Основи безпеки життєдіяльності в загальноосвітніх навчальних закладах [навчально-методичний посібник] /Н.І. Коцур, Л.П. Товкун, К.С. Варивода. – Переяслав-Хмельницький, 2016. – 517 с.

26. Безпека життєдіяльності : словник-довідник / Н.І. Коцур, Л.П. Товкун, К.С. Варивода. – Переяслав-Хмельницький, 2016. – 390 с.

27. Гігієна: навчально-методичний посібник для спеціальності «фізичне виховання» / Н.І. Коцур, О.М. Миздренко, Л.П. Товкун. -   Переяслав-Хмельницький (Київ.обл.): ФОП Домбровська Я.М., 2016. – 340 с.

28. NADIYA KOTSUR, LIUBOV LOKHVTSKA. PODSTAWY BEZPIECZENSTWA ZYCIA I OCHRONY ZDROWIA DZIECI W PLACOWCE WYCHOWANIA PRZEDSZKOLNEGO UKRAINY: PODRECZNIK NAUKOWO-METODYCZNY. EAC. KRAKOW, 2016. – 254 C.